# 김찬돈
김찬돈(金燦敦, 1959년 ~)는 제45대 대구고등법원장에 재임하고 있는 법조인이다.

## 생애
1959년에 대구광역시에서 태어나 능인고등학교와 영남대학교 법학과를 졸업했다. 1984년 제26회 사법시험에 합격하고 사법연수원을 수료하여 판사에 임용되었다. 1990년 대구지방법원 등에서 판사를 하다가 2000년 2월 대법원 재판연구관을 거쳐 2004년 2월에 부장판사에 승진하여 대구지방법원, 부산고등법원, 대구고등법원, 부산고등법원에서 재판장을 하다가 법원장으로 승진하였다.

## 경력
- 2004년 2월 대구지방법원 부장판사
- 2006년 2월 ~ 대구지방법원 포항지원장
- 2012년 2월 ~ 2012년 2월 대구지방법원 수석 부장판사
- 2010년 3월 경상북도 선거관리위원회 위원장
- 2012년 2월 ~ 2016년 2월 대구고등법원 부장판사
- 2015년 2월 ~ 2016년 2월 법원도서관장
- 2016년 2월 부산지방법원, 부산고등법원 부장판사
- 2017년 2월 ~ 2019년 2월 제44대 대구지방법원 법원장
- 2017년 2월 제23대 대구광역시선거관리위원회 위원장
- 2019년 2월 ~ 2021년 2월 대구고등법원 부장판사
- 2021년 2월 ~ 2023년 2월 대구고등법원장
- 법무법인 해광(대구) 대표변호사

## 주요 판결
- 대구지방법원 제3형사부 재판장으로 재직하던 2004년 3월 17일에  주부도박단 8명을 조사하는 과정에서 증거품 일부를 인멸시켜 사건 규모를 축소한 혐의로 기소된 경북지역 모 경찰서 전 형사계장 박모(52)씨에 대한 항소심에서 "죄질이 불량한데다 사회질서 유지의 근간을 흔드는 중대한 위법행위이고 개전의 정을 보이지 않아 엄벌에 처한다"며 벌금 700만원을 선고한 원심을 깨고 징역 8월 집행유예 1년을 선고했다.[1]
- 대구지방법원 영덕지원 형사합의부 재판장으로 재직하던 2003년 10월 30일에 영덕 오십천 제방 공사 등과 관련하여 지역 건설업체 이사로부터 두차례에 걸쳐 1600만원의 뇌물을 받은데 이어 지역 건설업자 2명한테 예산확보를 위한 중앙부서 방문 경비 명목으로 모두 1300만원의 뇌물을 받은  특정범죄가중처벌법 위반(뇌물수수)혐의로 불구속 기소된 김우연 영덕군수에 대하여 징역 2년6월 추징금 1600만원을 선고하고 법정구속했다.[2]